# 제7기사단
《제7기사단》(영어: Last Knights)은 2015년 공개된 액션 모험 영화이다.

## 출연

### 주연
- 클라이브 오웬
- 모건 프리먼
- 엑셀 헨니

### 조연
- 안성기
- 박시연
- 클리프 커티스
- 아예렛 주러
- 쇼레 아그다쉬루
- 리 잉글리비
- 이하라 츠요시
- 제임스 밥슨
- 클라라 이소바
- 벤 실버맨

## 기타
- 미술: 릭키 에어스
- 시각효과: 김종규
- 무술감독: 정두홍
- 무술감독: 박상현
- 시각효과부문: 김철민
- 프로덕션매니저: 김동근